# سام كليف
سام كليف (3 أكتوبر 1987 في المملكة المتحدة - ) (بالإنجليزية: Sam Cliff)‏ هو لاعب كريكت بريطاني. لعب مع نادي مقاطعة ليسترشاير للكريكت ‏ وBerkshire County Cricket Club ‏.

## وصلات خارجية
- سام كليف على موقع إي آس بي آن كريك إنفو (الإنجليزية)